# دائونوسامین
دائونوسامین (به انگلیسی: Daunosamine) با فرمول شیمیایی C6H13NO3 یک ترکیب شیمیایی با شناسه پاب‌کم 23953 است. که جرم مولی آن ۱۴۷٫۱۷ گرم بر مول می‌باشد. 